# دانه‌استخوان
دانه‌استخوان (نام علمی: Coccosteus) نام یک سرده از شاخه طنابداران است.
دانه‌استخوان احتمالاً معروف‌ترین بندی‌گردن است. نخستین بار در سال ۱۸۴۱ پس از کشف ۴۹ نمونه‌ی سنگواره‌ایش توصیف شد، هرچند بعدها بسیاری از این نمونه‌ها در طبقه‌هایی دیگر قرار گرفتند. این ماهی زره‌دار باله‌های صدری، ظهری و دمیِ بزرگ و دم قدرتمندی داشت که نشان می‌دهد شناگری قابل بوده‌است. دو جفت صفحه‌ی دندانی آرواره‌ی بالا در آغاز دندان داشتند، اما کم‌کم در اثر تماس با آرواره پایین ساییده می‌شدند و لبه‌هایی تیز و بُرنده و تیغ‌مانند می‌ساختند. محتویات معده‌ی این ماهی نشان می‌دهند که هم خارپایگان را شکار می‌کرده‌است و هم بندی‌گردنان نابالغ را. شاید این ماهی در بستر دریا در انتظار طعمه کمین می‌کرده و برای حمله از دم قدرتمندش کمک می‌گرفته‌است.
دانه‌استخوان تیغی بلند و باریک‌شونده روی صفحه‌ی ظهری میانیش داشت و تیغ‌های متعدد کوچک‌تری زیر پهلوهایش.